# Proserpinus mooseri
Proserpinus mooseri är en fjärilsart som beskrevs av Clark 1937. Proserpinus mooseri ingår i släktet Proserpinus och familjen svärmare. Inga underarter finns listade i Catalogue of Life.